# Obenrüdener Kotten
Der Obenrüdener Kotten ist ein ehemaliger Schleifkotten an der Wupper am Südrand von Solingen (Ortsteil Obenrüden).

## Geschichte

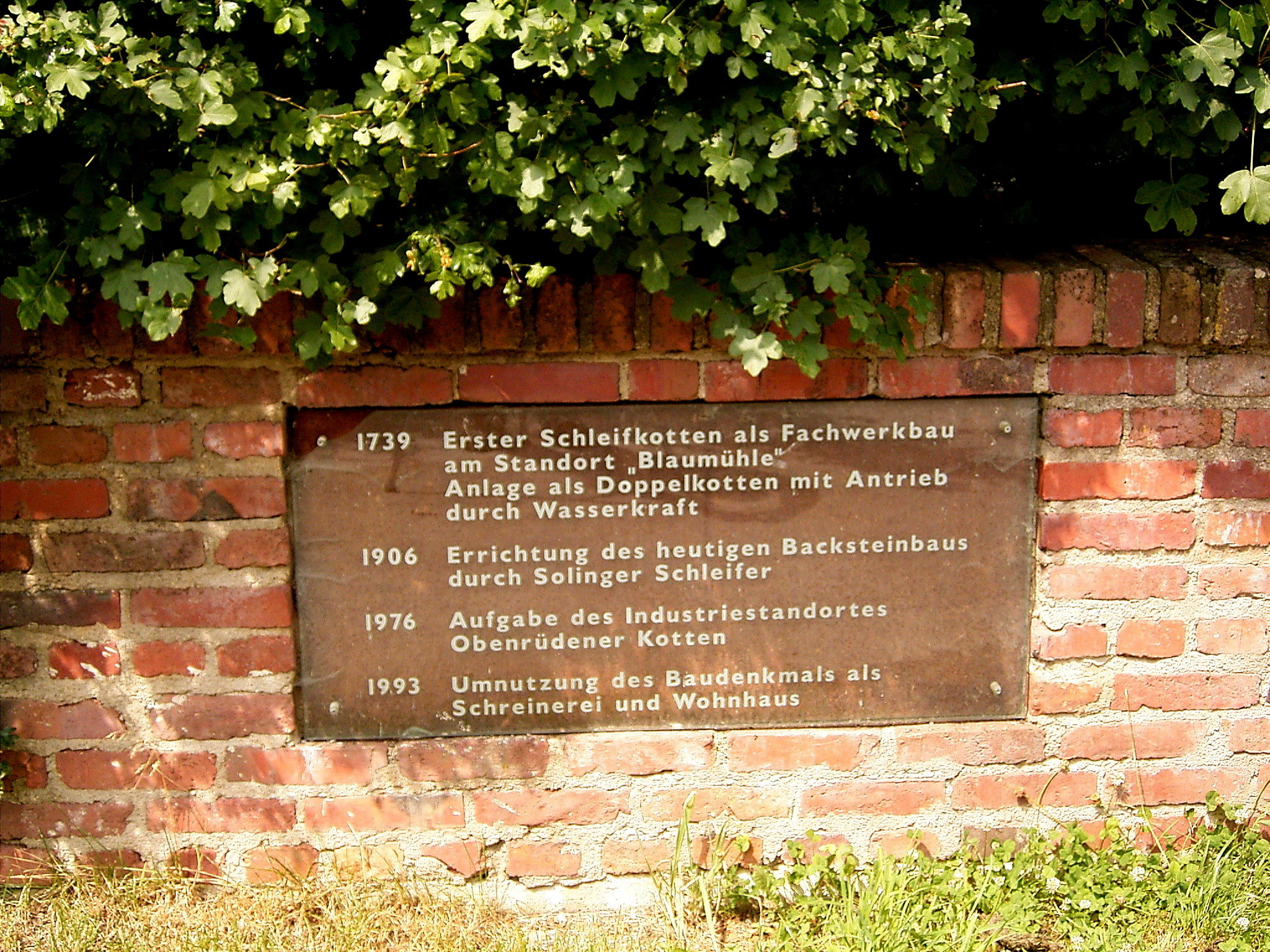
Tafel mit Informationen zur Geschichte

Ursprünglich befand sich an diesem Standort eine „Blaumühle“, in der mit Hilfe von Wasserkraft Waidpflanzen verarbeitet wurden. Der gewonnene Saft besaß nach der Gärung eine blaue Farbe, das Indigo. Im Nesselrather Heberegister von 1605 ist verzeichnet, dass die Mühle von Sebastian Tenz um 1599 erbaut wurde. Vermutlich erst Anfang des 18. Jahrhunderts entstand eine Schleiferei als Doppelkotten in Fachwerkbauweise. Die früheren Nebengebäude im Fachwerkstil sind erhalten. Im Jahre 1906 brannte der Außenkotten nieder. Er wurde kur darauf durch ein Backsteingebäude ersetzt. Bis zu diesem Zeitpunkt war das Wasserrad noch in Betrieb. Erst nach dem Wiederaufbau der Brandruine wurde die Wasserkraft durch Strom ersetzt. Bis 1979 produzierte eine Solinger Firma mit 45 Angestellten Messerklingen für die Besteckindustrie.
In den 1980er Jahren galt der Kotten als „Schandfleck für Obenrüden“, und erst im Jahr 1993 wurde eine Sanierung sowohl des mit Schwermetallen verseuchten Geländes als auch des Gebäudes durchgeführt. Für die stilgerechte Sanierung des Industriedenkmals Obenrüdener Kotten wurde 1997 der Denkmalschutzpreis des Bergischen Geschichtsvereins, Abteilung Solingen e. V. verliehen. Das Gebäude wird heute als Wohnhaus mit Ferienwohnungen genutzt.
Bei dem verheerenden Hochwasserereignis Mitte Juli 2021 wurden infolge von anhaltendem Starkregen auch Teile von Unten- und Obenrüden überschwemmt. Besonders betroffen war der Obenrüdener Kotten, der nach den Schäden des Hochwassers vollständig saniert werden musste. Die Fußgängerbrücke am Obenrüdener Kotten wurde infolge des Hochwassers weggespült. Die Sanierungsarbeiten waren 2023 abgeschlossen und der Obenrüdener Kotten konnte wieder bezogen werden.